# Графове на Оксер
Граф на Оксер (на френски: comtes d'Auxerre) е титлата на владетеля на бургундското графство Оксер, съществувало от 9 век до 1370 година.

## Първите графове
- ???-561, Пеон, comte d'Auxerre при крал Хлотар I.
- 561-570, Мумол († 585), син на Пеон, comte d'Auxerre при крал Гунтрам

- Херменолд, приятел на Карл Велики, 1. граф на Оксер от 771.
- Конрад I Стари († сл. 862) граф на Париж 849, граф на Оксер след 860, зет на Лудвиг Благочестиви (Велфи)
- Конрад II Млади, граф на Оксер, свален от френския крал, 866 маркграф на Трансюрания
- Роберт Силни († 866), граф на Оксер и Невер (865)
- Хуго Абат, брат на Конрад II († 886) и последник
- Гирболвон, граф на Оксер

## Бувиниди
- Рихард I Застъпник, 888 граф на Оксер, зет на Конрад II (Бувиниди), неговата съпруга Аделхайд донася графството в брака; Рихард успява да направи титлата наследствена.
- Рудолф (Раул) († 936), син на Рихард, крал на Франция от 925
- Хуго Черния (Hugues le Noir) († 952), брат на Рудолф
- Гизелберт, граф на Оксер и херцог на Бургундия

## Капетинги
- Одо от Париж († 965) граф на Оксер и херцог на Бургундия
- Хайнрих Велики († 1002) граф на Оксер и херцог на Бургундия
- Ото Вилхелм († 1026) осиновен син на Хайнрих, син на Герберга, първата съпруга на Хайнрих
- Роберт I Стари (* 1011, † 1076) 1032 херцог на Бургундия, 1040–1060 граф на Оксер

## Дом Монсо(графове на Невер)
- Райналд I (1006–1040), граф на Оксер и Невер, син на граф Ландри
- Аделхайд от Франция († сл. 1063), дъщеря на крал френския крал Роберт II, съпруга на Райналд I, графиня на Оксер
- Вилхелм I (1066–1083)
- Вилхелм II (1097–1147)
- Вилхелм III (1147–1161)
- Вилхелм IV (1161–1168)
- Гуидо (1168–1176)
- Вилхелм V (1176–1181)
- Агнес I (1181–1192), ∞ Петер II дьо Куртене

## Дом Франция-Куртенеи др.
- 1192–1257: Матилда дьо Куртене ∞ 1199 Херве IV дьо Донзи
  - Пиер дьо Куртене, † 1219, 1216 император на Константинопол, ∞ 1184 Агнес I от Невер, баща на Матилда
  - Херве IV дьо Донзи, † 1223, вероятно разведен 1213
  - Агнес II дьо Донзи, † 1225, тяхна дъщеря; ∞ 1221
  - Гуидо IV дьо Шатильон, граф на Сен-Пол, † 1226
  - Guigues IV. d’Albon, граф на Форез, † 1241; от 1226 втори съпруг на Матилда
  - Gaucher дьо Шатильон, † 1250, неин син
  - Йоланта дьо Шатильон, † 1254, негова сестра; ∞ Archambault IX. de Bourbon, † 1249
- 1257–1262: Матилда II дьо Бурбон, † 1262, тяхна дъщеря; ∞ 1242
  - Одо от Бургундия, † 1266, наследник на Херцогство Бургундия, 1257–1262 граф на Невер, Оксер и Тонер (uxor nomine)
- 1262–1273: Йоланта Бургундска († 1280), тяхна дъщеря, дава 1273 Оксер и Тонер; ∞ I Йохан от Франция (1250–1270), ∞ II Роберт фон Дампиер (1247–1322)
  - Йохан от Франция (1250–1270) наричан Йохан фон Дамиета (1250–1270), 1265 граф на Невер и 1268 граф на Валоа
- 1273–1290: Аликс (* 1254, † 1290), 1273 графиня на Оксер, ∞ 1268 Йохан I от Шалон († 1309)

## Дом Шалон
- Вилхелм от Шалон, син на Йохан I и Аликс († 1304).
- Йохан II от Шалон, син на Вилхелм, убит 1346 в битката при Crécy.
- Йохан III от Шалон, син на Йохан II, † 1366.
- Йохан IV от Шалон, син на Йохан III, 1370 продава графството Оксер за 31.000 Livres.

## Дом Бургундия
- 1435 крал Шарл VII дава графството Оксер на херцога на Бургундия, Филип Добрия († 1467)
- Шарл Дръзки, син на Филип.

От 1471 г. до смъртта на Шарл 1477 френските войски грабят графството. Оксер се подчинява след това на краля.

## Ецони
- Енгелберт от Клеве (* 1462, † 1506), син на Йохан I, херцог на Клеве и Елизабет Бургундска, 1490 титуларграф на Оксер, 1491 4. граф на Eu, Rethel и Étampes, пер на Франция, 1504 1. граф на Невер; ∞ 1490 Шарлота дьо Бурбон (* 1474, † 1520), дъщеря на Йохан II, граф на Вандом
- Лудвиг (Louis) († 1545), 1515 титуларграф на Оксер, син на Енгелберт.